# Liste der Baudenkmale in Prabstorf
In der Liste der Baudenkmale in Prabstorf sind die Baudenkmale des niedersächsischen Ortes Prabstorf aufgelistet. Dies ist ein Teil der Liste der Baudenkmale in Dannenberg (Elbe). Der Stand der Liste ist der 31. Oktober 2021.
Die Quelle der IDs und der Beschreibungen ist der Denkmalatlas Niedersachsen.

## Allgemein
In den Spalten befinden sich folgende Informationen:
- Lage: die Adresse des Baudenkmales und die geographischen Koordinaten. Kartenansicht, um Koordinaten zu setzen. In der Kartenansicht sind Baudenkmale ohne Koordinaten mit einem roten Marker dargestellt und können in der Karte gesetzt werden. Baudenkmale ohne Bild sind mit einem blauen Marker gekennzeichnet, Baudenkmale mit Bild mit einem grünen Marker.
- Bezeichnung: Bezeichnung des Baudenkmales
- Beschreibung: die Beschreibung des Baudenkmales. Unter § 3 Abs. 2 NDSchG werden Einzeldenkmale und unter § 3 Abs. 3 NDSchG Gruppen baulicher Anlagen und deren Bestandteile ausgewiesen.
- ID: die Objekt-ID des Baudenkmales
- Bild: ein Bild des Baudenkmales, ggf. zusätzlich mit einem Link zu weiteren Fotos des Baudenkmals im Medienarchiv Wikimedia Commons. Wenn man auf das Kamerasymbol klickt, können Fotos zu Baudenkmalen aus dieser Liste hochgeladen werden:

## Baudenkmale

### Gruppe baulicher Anlagen
| Lage                       | Bezeichnung              | Beschreibung | ID       | Bild |
| -------------------------- | ------------------------ | --- | -------- | ---- |
| 53° 4′ 12″ N, 11° 7′ 10″ O | Siedlungskern (Ortskern) | Wurtendorf in der Niederung östlich der alten Jeetzel, bestehend aus mehreren erhaltenen Hofanlagen mit Wohn-/Wirtschaftsgebäuden des 18. und 19. Jahrhunderts, Nebengebäuden wie Remisen und Ställen des 19. Jahrhunderts sowie historischem Baumbestand. | 30826225 | BW   |

### Einzeldenkmale
| Lage                                        | Bezeichnung               | Beschreibung | ID       | Bild |
| ------------------------------------------- | ------------------------- | --- | -------- | ---- |
| Prabstorf Nr. 2 53° 4′ 12″ N, 11° 7′ 12″ O  | Wohn-/ Wirtschaftsgebäude | Großes Dreiständerhaus in Fachwerk mit Kübbung im Westen; Gefachausfüllungen aus Backstein; unter Halbwalmdach in Ziegeldeckung. Errichtet 1811 (i). Ehemalige Hofstelle Nr. 1.                                                                                | 30837046 |      |
| Prabstorf Nr. 4 53° 4′ 11″ N, 11° 7′ 10″ O  | Wohn-/ Wirtschaftsgebäude | Großes Dreiständerhaus in Fachwerk mit Backsteingefachausfüllungen, unter Halbwalmdach in Ziegeldeckung. Kübbung im Westen. Errichtet 1802 (i). Ehemalige Hofstelle Nr. 3.                                                                                     | 30837028 |      |
| Prabstorf Nr. 5 53° 4′ 12″ N, 11° 7′ 8″ O   | Wohn-/ Wirtschaftsgebäude | Zweiständerhaus in Fachwerk mit Backsteingefachausfüllungen, unter Halbwalmdach in Ziegeldeckung; Wohnende in Backsteinmauerwerk erneuert; Dielentor verglast; vollständig zu Wohnzwecken ausgebaut. Errichtet nach Brand 1778 (i). Ehemalige Hofstelle Nr. 4. | 30837007 |      |
| Prabstorf Nr. 5 53° 4′ 13″ N, 11° 7′ 8″ O   | Remise                    | Querscheune in Fachwerk mit Backsteingefachausfüllungen, unter Satteldach in Hohlpfannendeckung. Genutzt als Wagenremise. Erbaut 1884 (i). | 30836992 |      |
| Prabstorf Nr. 5 53° 4′ 12″ N, 11° 7′ 8″ O   | Stall                     | Wandständerbau in Fachwerk mit Backsteingefachausfüllungen und unter hohlpfannengedecktem Satteldach. Errichtet in der zweiten Hälfte des 19. Jahrhunderts. | 39556463 | BW   |
| Prabstorf Nr. 10 53° 4′ 13″ N, 11° 7′ 12″ O | Wohn-/ Wirtschaftsgebäude | Vierständerhaus in Fachwerk mit Backsteingefachausfüllungen, unter Halbwalmdach mit schwarzen Dachsteinen. Errichtet 1824 (i). | 39556390 | BW   |